# Losing Chase
Losing Chase è un film per la televisione del 1996, diretto da Kevin Bacon che ha come protagoniste Kyra Sedgwick ed Helen Mirren. Il film debuttò nello stesso anno al Sundance Film Festival. Venne poi trasmesso dalla rete televisiva Showtime il 16 agosto e il dicembre successivo venne proiettato in un numero limitato di sale americane. È stato candidato per tre Golden Globe.

## Trama
Elizabeth (Kyra Sedgwick), una giovane laureata, viene assunta per l'estate come ragazza alla pari per essere d'aiuto a Chase (Helen Mirren) una madre reduce da un esaurimento nervoso.
Elizabeth viene da una famiglia dove sia la madre che la sorella hanno avuto gravi esaurimenti e problemi psichiatrici, perciò affronta il suo lavoro con passione e non pensando al denaro. Chase sin da subito la detesta, umiliandola e disprezzandola, a differenza dei suoi due figli e del marito Richard (Beau Bridges) con cui la ragazza sembra trovarsi a suo agio.
Tuttavia il rapporto tra Chase ed Elizabeth cambia, trasformandosi presto in un legame di profondo affetto.

## Riconoscimenti
- 1997 - Golden Globe
  - Miglior attrice in un film per la televisione a Helen Mirren
  - Candidatura per il Miglior film per la televisione
  - Candidatura per il Migliore attore in un film per la televisione a Beau Bridges